# Wolfgang von Gronau

Wolfgang von Gronau (1933)

Hans Wolfgang Gronau, ab 1913 von Gronau (* 25. Februar 1893 in Berlin; † 17. März 1977 in Frasdorf, Oberbayern) war ein deutscher Seeflieger und Generalmajor der Luftwaffe.  Berühmt wurde er als Luftfahrtpionier.

## Familie
Wolfgang Gronau entstammte einem alten Geschlecht aus dem Herzogtum Berg. Er war der Sohn des Generals der Artillerie Hans Gronau (1850–1940) und der Luise Gerischer (1867–1926). Sein Vater wurde am 16. Juni 1913 in den erblichen preußischen Adelsstand erhoben.
Am 1. September 1918 heiratete Gronau in Baden-Baden Irma Hell (1895–1981). Aus dieser Ehe, die 1934 geschieden wurde, stammten eine Tochter und zwei Söhne. In zweiter Ehe heiratete er am 29. März 1935 in Berlin Hertha Seelmann-Mirow (1901–1988).

## Leben

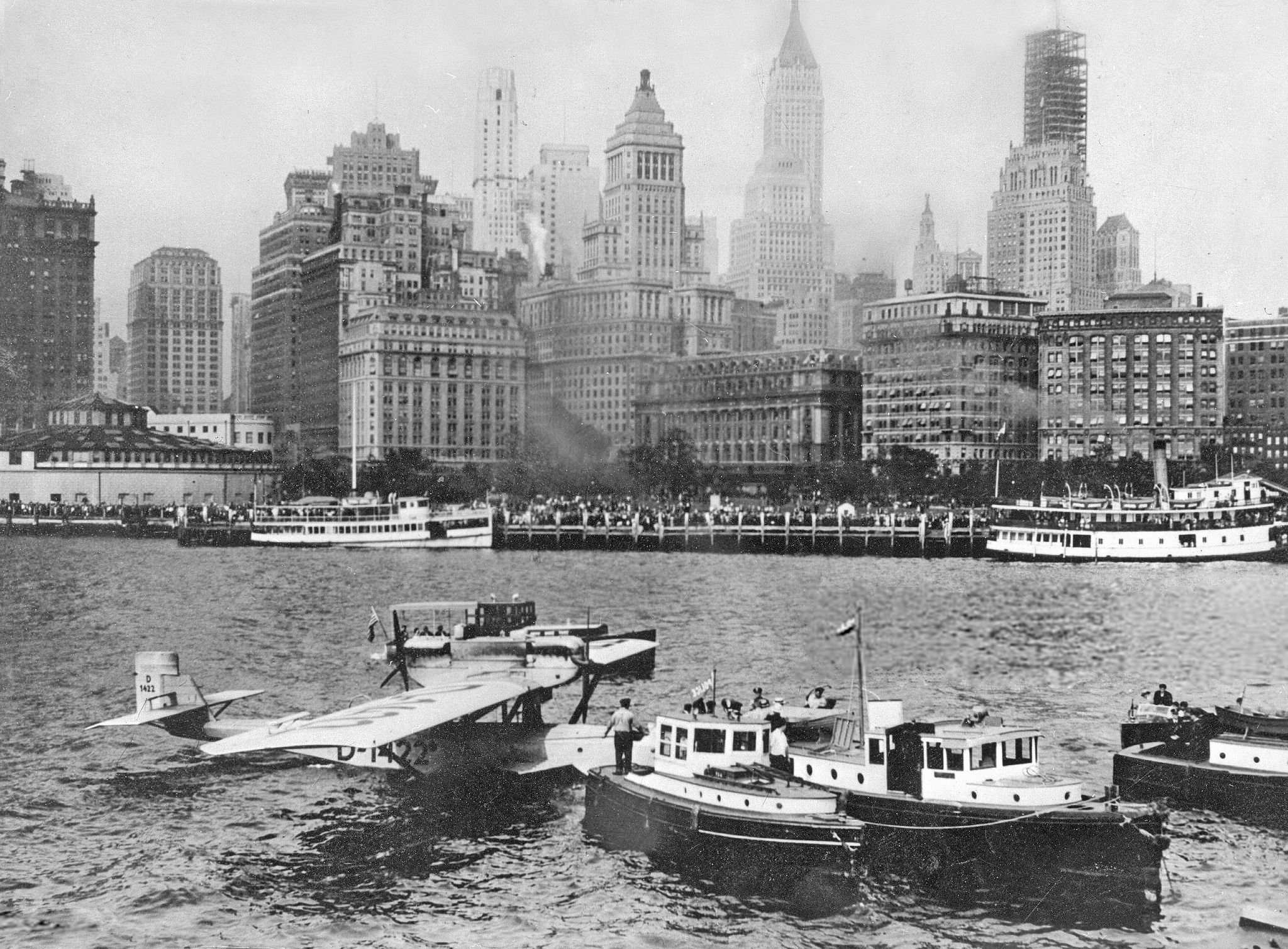
Wolfgang von Gronau mit seiner Dornier-Wal „D-1422“ am 26. August 1930 im Hafen von New York

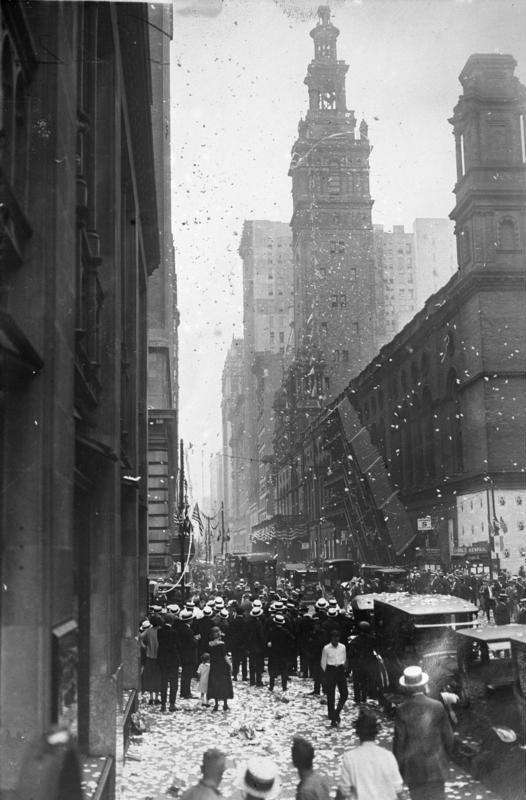
Empfang für v. Gronau in New York (1930)

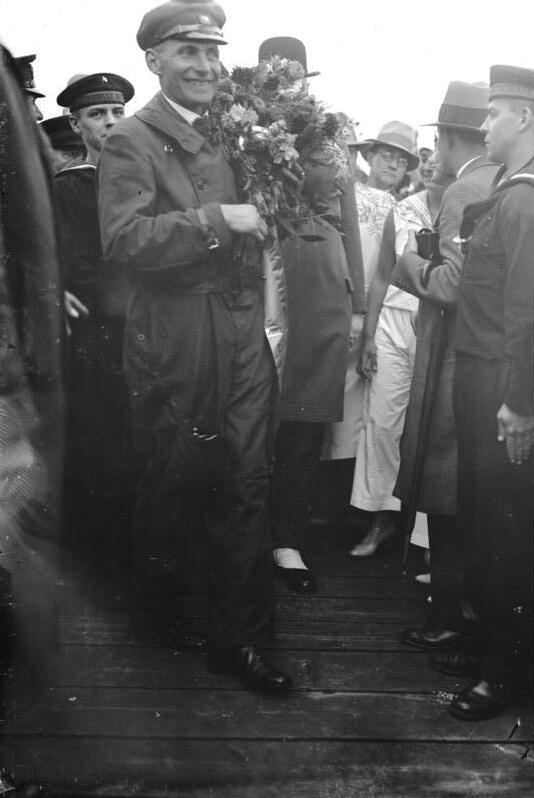
Wolfgang von Gronau am Templiner See (1930)

Gronau trat am 1. April 1911 in die Kaiserliche Marine ein und erhielt noch im gleichen Jahr eine infanteristische und seemännische Grundausbildung. Es schlossen sich Ausbildungen an der Marineschule und Spezialkurse bis 1913 an. Den Ausbruch des Ersten Weltkriegs erlebte er auf dem Großen Kreuzer Von der Tann, wo er am 1. August 1914 zum Leutnant zur See befördert wurde. Von hier wechselte er noch im August als Adjutant auf das Linienschiff Brandenburg. Da aber sein großes Interesse der Fliegerei galt, wurde er im März 1915 zur Seefliegerstation Norderney (II. Seefliegerabteilung) kommandiert, wo er die Grundelemente des Fliegens erlernte. Danach erwarb er bei der Segelfliegerabteilung auf Borkum den Berechtigungsschein als Flugzeugführer. Bis Dezember 1915 war er als Flugleiter auf der Answald tätig. Ab 1916 war Gronau beim Seeflugzeug-Versuchskommando (SVK) Warnemünde (I. Seefliegerabteilung) im Bereich Versuchs- und Abnahmefliegerei eingesetzt. Zum 1. November gleichen Jahres wurde er 1. Adjutant der II. Seefliegerabteilung und wechselte von hier im November 1917, ebenfalls als 1. Adjutant und Oberleutnant zur See, zum Stab des Kommandeurs der Flieger bei der Hochseeflotte. Von hier erhielt er das Kommando als Leiter der Seefliegerstation Wilhelmshaven (II. Seefliegerabteilung), das er bis 31. Dezember 1918 ausübte. In den Wirrnissen des Übergangs vom Kaiserreich zur Republik, der Auflösung und späteren Neuformierung der Streitkräfte wurde er ab Januar 1919 beim Grenzschutz Ost im Generalkommando Oppeln kommandiert und ab 24. November 1919 aus dem Militärdienst verabschiedet.
Nach verschiedenen Versuchen, in zivilen Berufen Fuß zu fassen, wurde Gronau am 1. Oktober 1925 Angestellter der Deutschen Verkehrsfliegerschule (DVS) und war als Sachbearbeiter in abgedeckter Form für die Fliegerausbildung der Marineleitung des Reichswehrministeriums verantwortlich. Da Deutschland auf Grund der Bestimmungen des Versailler Vertrages keine militärische Fliegerei unterhalten durfte, waren die durchgeführten Lehrgänge als private oder zivile Pilotenausbildung deklariert. Ab 1926 kehrte er nach Warnemünde zurück und leitete hier die kleine Seeflugabteilung der DVS. Im gleichen Jahr gelang ihm mit dem Schwimmerflugzeug Heinkel HE 5 D-937 ein Höhenrekord für Seeflugzeuge, der als erster deutscher Weltrekord nach dem Krieg international anerkannt wurde. Am 1. Oktober wechselte er von Warnemünde nach Sylt und wurde hier Leiter der Zweigstelle der Deutschen Verkehrsfliegerschule in List auf Sylt. In den nächsten Jahren kümmerte er sich hauptsächlich um Stabilität und das notwendige Fachpersonal am Standort und baute ab 1928 die Schulstation List. In Königsberg war er Mitglied der Akademischen Fliegerschaft Rossitten.
Neben seiner Ausbildungstätigkeit plante Gronau einen Atlantikflug und wurde dabei von der Firma Dornier und der Shell unterstützt. Sowohl 1930 als auch im Jahr 1931 konnte er diese Pionierflüge verwirklichen. Ein Jahr darauf gelang ihm sogar eine Erdumrundung. Er publizierte Reiseberichte und hielt Vorträge über die Fliegerei. Im Jahre 1933 erhielt er den Titel Ministerialrat im Reichsluftfahrtministerium, blieb aber dennoch Leiter der Seeflugzeugausbildung. Als die inzwischen fünf Seeflugzeugstationen am 1. April 1934 in die noch getarnte Luftwaffe überführt wurden, schied Gronau aus. Er wurde daraufhin Vize-Präsident des Aeroclubs von Deutschland (Juni 1934) und 1935 Vizepräsident der Fédération Aéronautique Internationale. In den Jahren ab 1936 verblieb er in der Reserve für die Luftwaffe, wurde jährlich als Reserveoffizier befördert, bis er am 1. Januar 1939 reaktiviert wurde und als Oberstleutnant zum Lehrgeschwader 1 in Greifswald kommandiert wurde.
Als im Zuge der Vorbereitungen auf den Zweiten Weltkrieg 1938/39 an mehreren deutschen Botschaften oder Gesandtschaften die Posten der militärischen Attachés neu besetzt wurden, dabei vor allem für den Bereich der Luftwaffe versierte Spezialisten gesucht wurden, die über aktuelle Erfahrungen im Umgang mit der modernen Technik verfügten, gehörte Gronau mit zu den Ausgewählten. Ab 15. April 1939 wurde er in der Deutschen Botschaft in Tokio als Luftwaffenattaché verwendet und löste damit Gerhard Matzky (1894–1983) ab, der aber weiter als Militärattaché vor Ort verblieb. Deutscher Botschafter in Tokio war zu dieser Zeit Eugen Ott. Die Position und Wahrnehmung der Verantwortung der militärischen Attachés in Japan war aus zweierlei Sicht für Deutschland in diesen Jahren von großer Bedeutung. Einerseits bestanden zwischen beiden Ländern bündnisbezogene Vereinbarungen im Rahmen des 1936 geschlossenen Antikominternpaktes. Diese bezogen sich vor allem auf die politische und militärstrategische Ausrichtung Japans in Richtung China und der Sowjetunion. Andererseits gab es in den japanischen Führungskreisen Politiker und Militärs, die sich im Interesse einer Hegemonie gegenüber den USA für eigene regionale Bündnisse aussprachen, in die auch die Sowjetunion mit einbezogen werden sollte. Um daraus keine Gefahren für Deutschland erwachsen zu lassen, musste Japan als asiatische Flanke für die geplante Vernichtung der Sowjetunion, in Stabilität gehalten werden. Die Beschaffung der dazu notwendigen Informationen gehörte mit zum Hauptgegenstand der in Japan positionierten Attachés. Das betraf vor allem Informationen über die japanischen Streitkräfte, die Entwicklung der Waffen- und Kampftechnik aber auch ihre Operationsplanung. Ab 1. Juni 1939 war Gronau zusätzlich noch als Luftwaffenattaché für den japanischen Marionettenstaat Mandschukuo zuständig. Im Januar 1940 wurde Gronau zum Oberst befördert und stieg im Juli 1943 zum Generalmajor auf. Doch in der Zusammenarbeit mit den japanischen Militärs blieb es für den Luftwaffenattaché nicht nur bei dem Schritt der Informationsbeschaffung. Um die Schlagkraft der japanischen Luftwaffe schnell verbessern zu helfen, übergab er die streng geheimgehaltenen Konstruktionsunterlagen des neusten Strahltrieb-Jagdflugzeuges Messerschmitt Me 163 und des Flügelgeschosses V 1. Auf Grund der zunehmend angespannten Kriegs- und Personallage in den militärischen Führungsbereichen wurde er ab 27. Januar 1945 in die Führerreserve des Oberkommando des Heeres versetzt. Mit der Bedingungslosen Kapitulation der Wehrmacht wurde er am 8. Mai 1945 in Japan interniert und kam zum 16. August 1945 in US-amerikanische Kriegsgefangenschaft, aus der man ihn am 30. November 1947 entließ.
Wolfgang von Gronau kehrte Ende 1947 aus Japan nach Deutschland zurück und nahm seinen Wohnsitz in Bayern.

## Weltumrundung

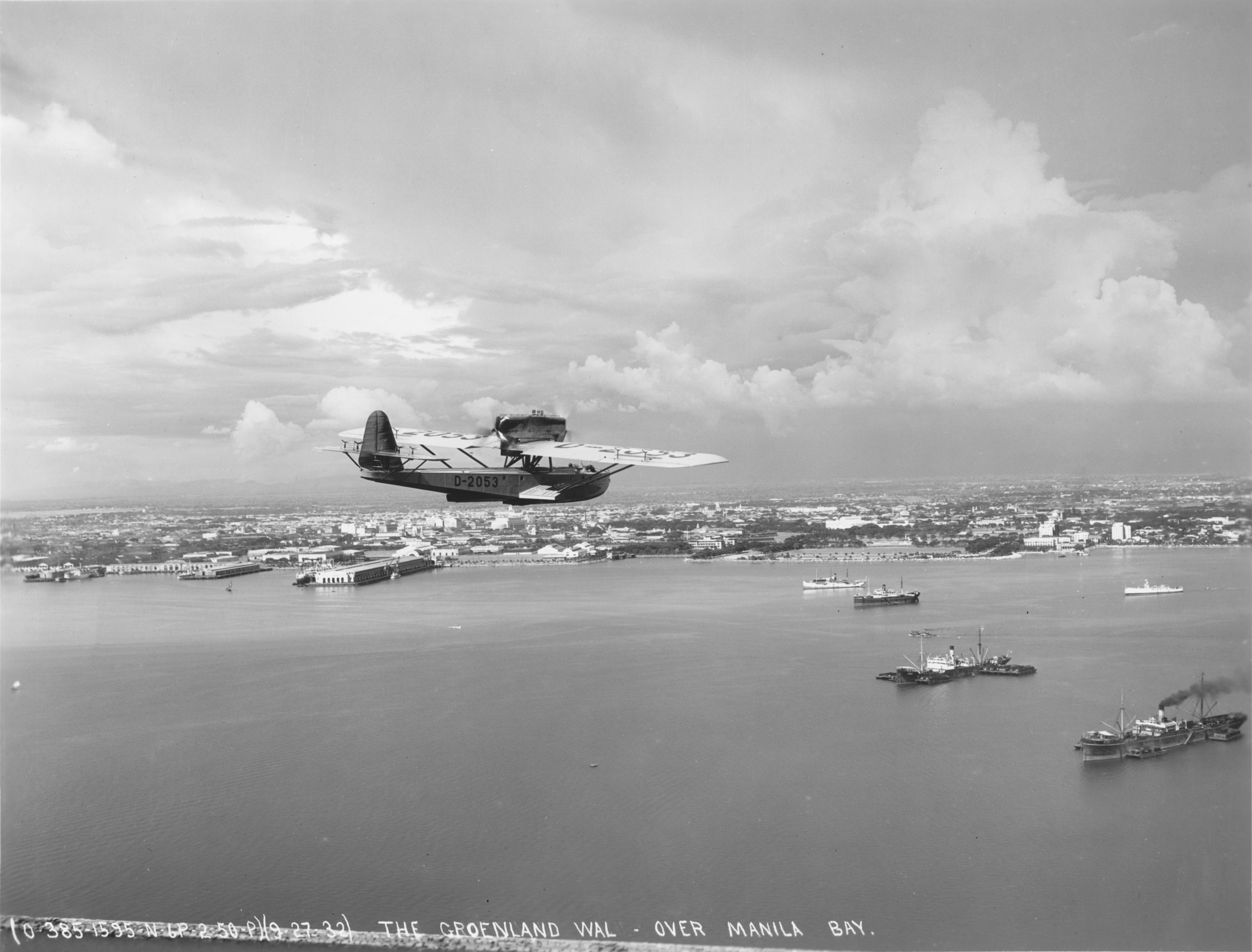
Der Dornier-Wal „D-2053“ der DVS am 27. September 1932 über der Manilabucht

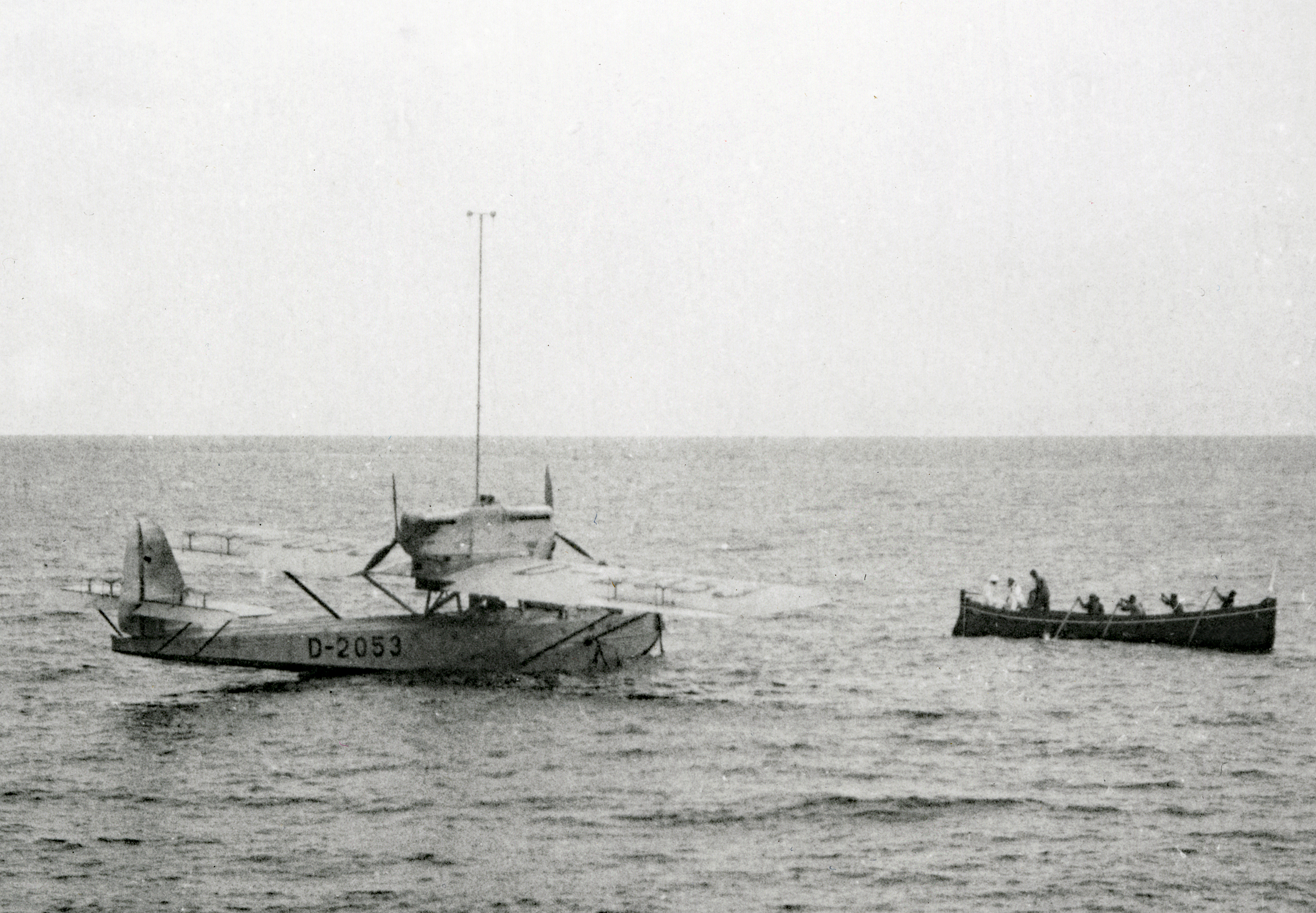
Dornier Wal „D-2023“ mit aufgerichtetem Antennenmast

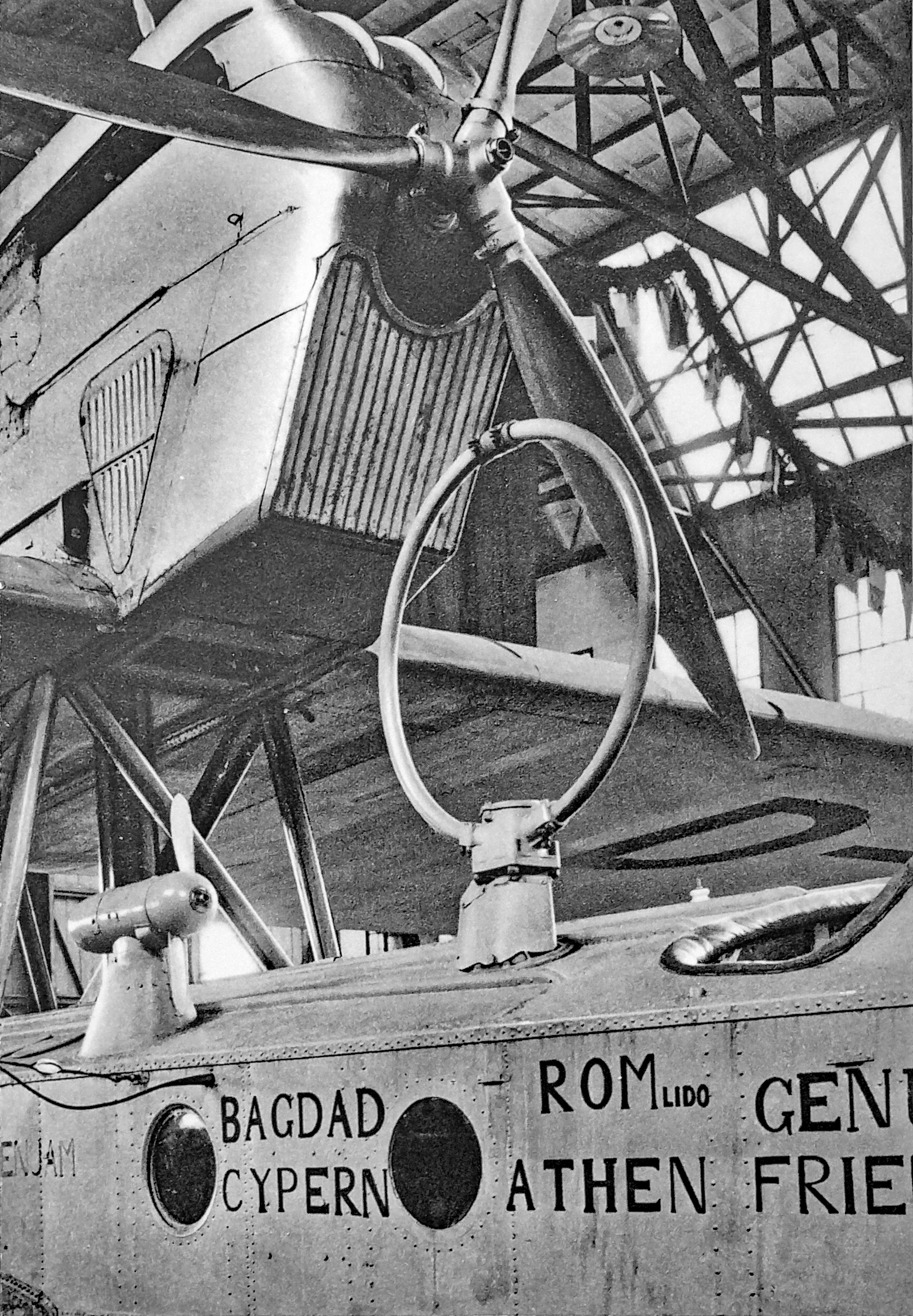
Peilantenne, Staudruckgenerator für den Funk, vorderer Kühler und Propeller des Grönland-Wals

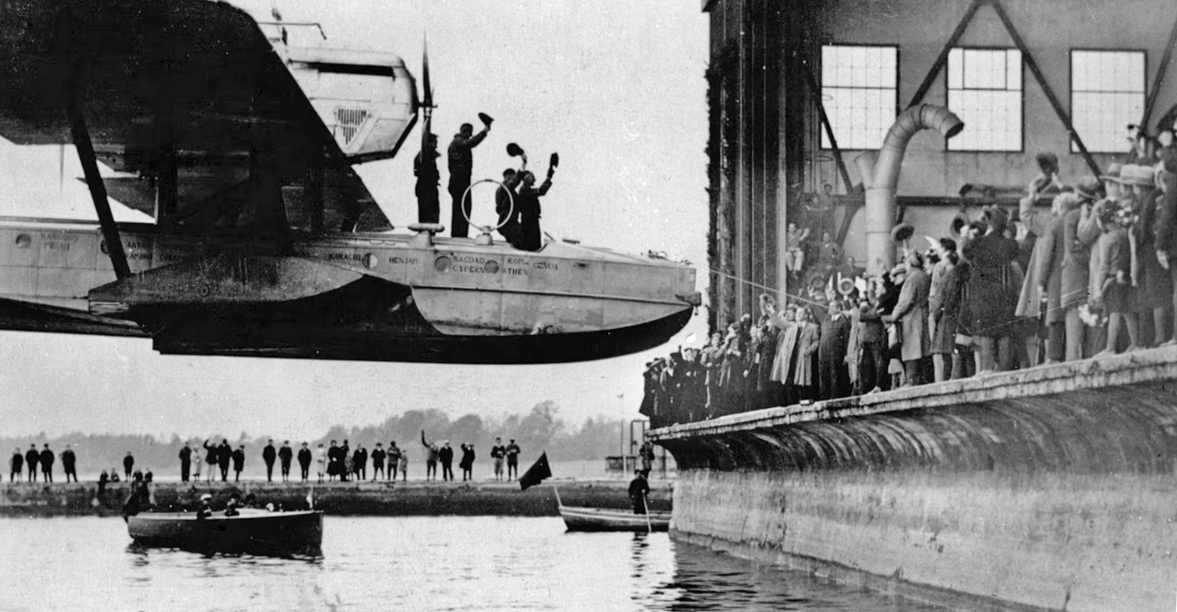
Der Dornier-Wal „D-2053“ der DVS am 9. November 1932 nach erfolgreichem Weltflug in Friedrichshafen-Manzell

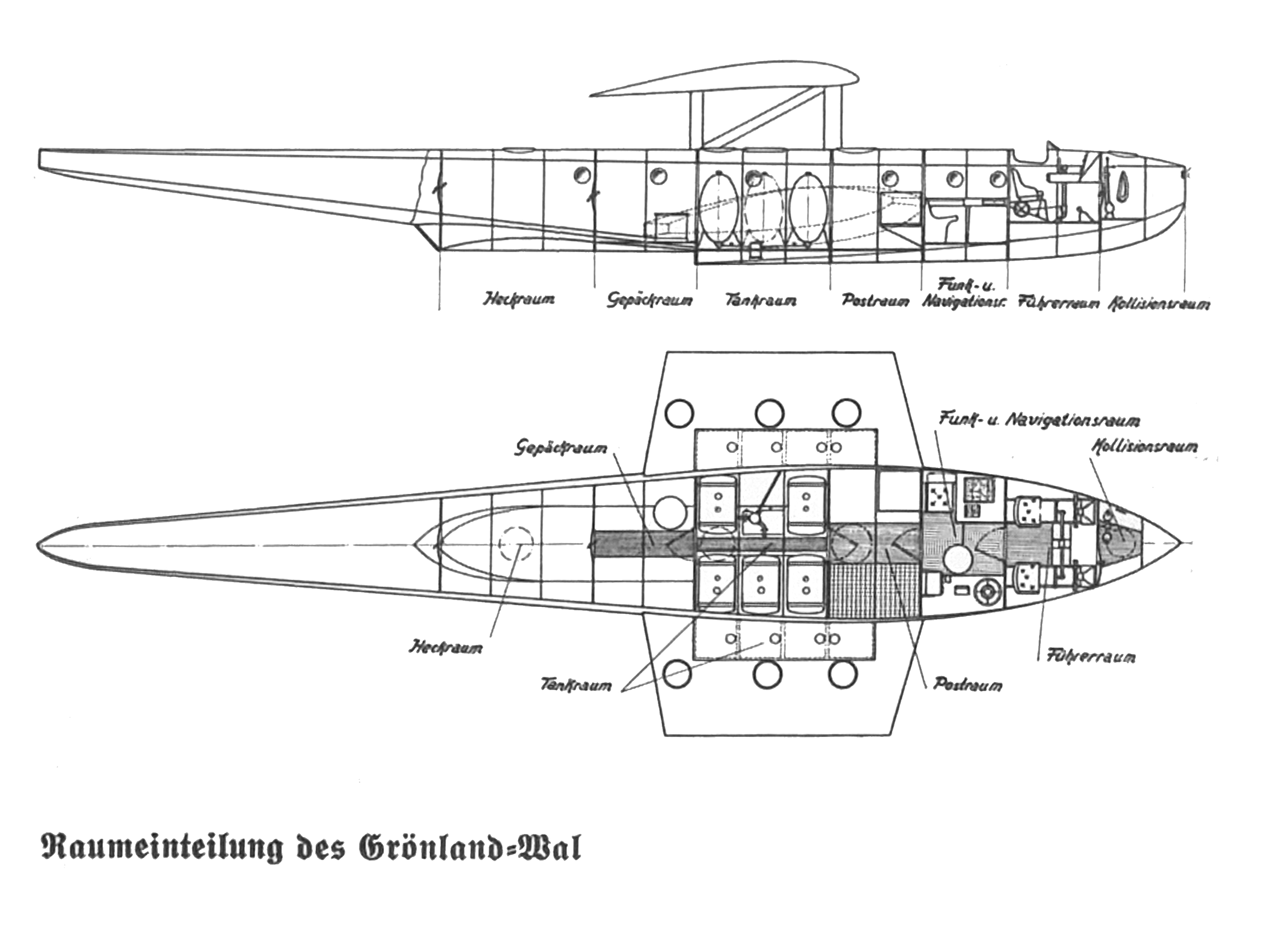
„Raumeinteilung des Grönland-Wal“

Weiteren Ruhm erlangte Gronau, als er im Juli 1932 mit dem zweimotorigen Wasserflugzeug Dornier-Wal (Kennzeichen D-2053) der Deutschen Verkehrsfliegerschule List zu einer Weltumrundung aufbrach, die ihn nach über 44.000 km im November 1932 wieder nach List zurückführte.

### Vorgeschichte
Am 18. August 1930 startete Gronau mit einer alten Dornier Wal D-1422 zu seinem ersten Transatlantikflug in Ost-West-Richtung. Es gelang ihm zusammen mit seiner Besatzung, den nördlichen Luftweg über den Atlantik auf der Route Sylt-Island-Grönland-Labrador-New York (4670 Meilen) in „nur“ 47 Flugstunden zu bewältigen. Als die Crew am 26. August 1930 auf dem Hudson River in New York landete, wurde ihnen ein begeisterter Empfang zuteil. In Anerkennung seiner Leistung wurde er im Weißen Haus von Präsident Herbert Hoover empfangen. Zu dieser Zeit war er Direktor der Deutschen Verkehrsfliegerschule (DVS) in List auf Sylt. Diesen Flug hatte er insgeheim geplant und führte ihn gegen das ausdrückliche Verbot des zuständigen deutschen Ministeriums durch. Erst über Island informierte er per Funk das Ministerium in Berlin mit den Worten: „Fliegen, Ihre Zustimmung vorausgesetzt, über Island nach New York!“.
Auch seine Crew setzte er erst kurz vorher über sein weiteres Vorhaben in Kenntnis, was diese recht unvorbereitet traf: so bewältigte Gronaus Copilot den Flug in ausgetretenen, löchrigen Turnschuhen (Anekdote von E. Zimmer). Als letzter der Crew erfuhr der frisch verlobte Bordmechaniker „Franzl“ Hack alles erst durch den durchgegebenen Funkspruch. Gronaus Vorgesetzten waren über dieses Verhalten alles andere als erfreut und von bereits beschlossenen disziplinarischen Maßnahmen gegen ihn wurde nur abgesehen, da sein Rekordflug international wie auch in der deutschen Bevölkerung mit großer Begeisterung aufgenommen wurde.
Von New York flog Gronau mit seiner Crew weiter nach Chicago. Die Rückreise nach Deutschland erfolgte mit dem Schiff.

### Crew
Seine Mannschaft bestand aus dem Copiloten Eduard Max Lorenz Zimmer (1904–1989), damals Fluglehrer in List auf Sylt, dem schwäbischen Mechaniker Franz Xaver Hack – genannt „Franzl“ – (1904–1964) und dem Funker Fritz Albrecht. Auf dem Weltflug 1932 trat an Zimmers Stelle Ghert von Roth (1907–1942).

### Technik
Für den ersten Flug 1930 stand nur ein Flugveteran, ein alter Dornier DO-J Wal mit dem Kennzeichen D-1422 zur Verfügung, mit dem (als N 25) der Polarforscher Roald Amundsen 1925 versucht hatte, zum Nordpol zu fliegen. Nach seinem ersten erfolgreichen Nordatlantikflug konnte Gronau 1931 von Dornier eine technisch verbesserte Maschine, einen neuen 8-Tonnen-J-II-Wal (Dornier Do J II b Bos), das nunmehr „Grönland-Wal“ genannte Flugboot mit dem Kennzeichen D-2053, erhalten. Mit der D-2053 wurden die Pionierflüge 1931 und 1932 erfolgreich durchgeführt.
Sie war ausgerüstet mit zwei BMW-VIIa-Motoren mit 2 × 550 kW (750 PS) in Tandemanordnung, einem damals neuartigen Sperry-Kreiselhorizont sowie einer FT-Anlage. Mit dem Kurzwellenfunk mit Peilrahmen konnte im Flug Kontakt zu Zielflughäfen und Wetterdiensten gehalten werden; mit dem Langwellenfunk stand eine Notsendeanlage zur Verfügung, wenn ein Antennenmast auf dem schwimmenden Flugboot errichtet wurde.

### Besondere Ereignisse
Die Shell Company, die damals schon eine weltumspannende Kraftstofflogistik aufgebaut hatte, unterstützte den Flug mit Kraft- und Schmierstofflieferungen. Nach der Havarie eines Kutters, der für den Treibstofftransport von Dutch Harbor zur Aleuten-Insel Attu vorgesehen war, war Ende August 1932 der Weiterflug von Dutch Harbor aus zunächst nicht möglich. In dieser Situation sprang die US Coast Guard ein und stellte den Kraftstofftransport nach Attu mit einem eigenen Fahrzeug sicher.:115
Am 7. Oktober 1932 wurde ein „Radioferngespräch“ zwischen Dr. Radtke von der Reichs-Rundfunk-Gesellschaft in Berlin und Wolfgang von Gronau, der gerade in Batavia (heute Jakarta) Station machte, als „Rundfunkinterview“ direkt übertragen. Es war das erste live übertragene Telefon-Interview im deutschen Rundfunk.:144
Auf dem Flug von Mergui nach Sittwe („Akayab“), am 10. Oktober 1932, fiel der vordere Motor aus und die Maschine musste rund 110 km südlich von Rangun im Golf von Bengalen wassern. Dank der mitgeführten Langwellen-Notsendeanlage, mit der das Senden ohne Flughöhe von Meereshöhe aus möglich ist, konnte die SS Caragola der British India Steam Navigation Company angefunkt werden, die die Maschine dank viertelstündiger genauer Positionsangaben, die per Funkpeilung ermittelt wurden, nach zehn Stunden erreichte und nach Rangun schleppte. Dort konnte der Motor repariert werden.:146–148

### Verbleib
D-1422, ehem. N25, landete im Winter 1932 auf dem verschneiten Flugplatz Oberwiesenfeld in München und kam ins Deutsche Museum. Dort wurde sie durch Fliegerangriffe 1944/45 fast völlig zerstört. Ein original Hecksegment/Spante befindet sich im Dornier-Museum in Friedrichshafen.
Walflugboote waren im Zweiten Weltkrieg unter anderem als Aufklärer und See-Rettungsflieger im Einsatz, dabei ging vermutlich auch D-2053 verloren. Der Verbleib ist ungeklärt.
Nach der Rückkehr von ihrem erfolgreichen Weltflug im November 1932 wurden Gronau und seine Besatzung von Claude Dornier in Friedrichshafen am Bodensee gefeiert.

### Flugroute 1932
- Start in List auf Sylt, Deutschland (22. Juli 1932)
- Seyðisfjörður, Island (22.–23. Juli 1932), Zwischenlandung wegen Nebels in Reykjavik
- Reykjavík, Island (23.–24. Juli 1932)
- Ivittuut, Grönland (24.–25. Juli 1932)
- Cartwright, Labrador (25.–26. Juli 1932), Fehlstart wegen zu hohen Gewichts, 400 Liter Betriebsstoff müssen ausgetankt werden
- Montreal, Kanada (26.–29. Juli 1932)
- Ottawa, Kanada (29.–30. Juli 1932)
- Lake St. Clair, Detroit, USA (30. Juli–2. August 1932), defekte Kühler-Entlüftungsleitung des vorderen Motors, Kühlung fällt aus, Kolben fressen, Motorüberholung mit Bordmitteln
- Chicago, USA (2.–5. August 1932)
- Milwaukee, USA (5.–10. August 1932)
- Lac du Bonnet, Manitoba, Kanada (10.–13. August 1932)
- Cormorant Lake, Kanada (13.–15. August 1932)
- Lac La Biche, Alberta, Kanada (15.–18. August 1932)
- Prince Rupert, Kanada (18.–19. August 1932)
- Juneau, Alaska (21.–22. August 1932), Zwischenlandung wegen Nebels in Cordova
- Yakutat, Alaska (22. August 1932), Zwischenlandung wegen eines Lecks im Kühler des hinteren Motors
- Cordova, Alaska (22.–25. August 1932)
- Dutch Harbor, Aleuten (25.–30. August 1932), zwei Schleppantennen verloren, defekte Kühler-Entlüftungsleitung
- Kanaga Island, Aleuten(30.–31. August 1932), Zwischenlandung wegen des defekten Fahrtwindgenerators, dem Stromversorger für den Funk
- Attu, Aleuten (31. August–2. September 1932)
- Paramuschir, Japan (heute Russland) (2.–3. September 1932)
- Nemuro, Japan (3.–4. September 1932)
- Kasumigaura, (Tokio), Japan (4.–17. September 1932), Überholung der gesamten Maschine mit Bordmitteln
- Nagoya, Japan (17.–21. September 1932), beim Flug Zwischenlandung wg. Vergaserproblems, Vergaserreinigung, beim Startversuch am 20. September Bespannung am Tragflügel verletzt und repariert.
- Kagoshima, Japan (21.–23. September 1932)
- Shanghai, China (23.–25. September 1932)
- Hongkong, britische Kronkolonie (25.–27. September 1932)
- Manila, Philippinen (27.–1. Oktober 1932)
- Zamboanga City, Philippinen (1.–2. Oktober 1932)
- Tarakan, Indonesien (2.–3. Oktober 1932)
- Balikpapan, Indonesien (3. Oktober 1932), Tankstopp
- Surabaya, Indonesien (3.–6. Oktober 1932)
- Batavia (heute Jakarta), Indonesien (6.–9. Oktober 1932)
- Port Klang, Malaysia (9. Oktober 1932), Tankstopp
- Mergui, Birma (9.–10. Oktober 1932)
- Rangun, Birma (10.–17. Oktober 1932), Kühlwasserpumpe des vorderer Motors defekt, Motor überhitzt, Wasserung im Golf von Bengalen, Notruf per Langwellensender, Schlepp durch SS Caragola nach Rangun, Motorüberholung mit Bordmitteln
- Akjab, Birma (17. Oktober 1932)
- Chilika-See, Indien	(18.–20. Oktober 1932)
- Colombo, Sri Lanka (20.–23. Oktober 1932), Kühler und Anlasser defekt, Reparatur mit Bordmitteln
- Mangalore, Indien (23.–24. Oktober 1932)
- Bombay, Indien (24.–27. Oktober 1932)
- Karatschi, Pakistan (27.–29. Oktober 1932)
- Hendjam, Iran (29.–30. Oktober 1932), Zwischenstopp wegen kochenden Kühlers
- Basra, Irak	(30.–30. Oktober 1932), ein Spanndraht gebrochen und nach Landung repariert
- Bagdad, Irak (30.  Oktober – 1. November 1932)
- Limassol, Zypern (1.–2. November 1932)
- Piräus, (Athen), Griechenland (2.–4. November 1932)
- Ostia, (Rom), Italien (4.–7. November 1932)
- Genua, Italien (7.–8. November 1932)
- Altenrhein, Schweiz (8.–9. November 1932)
- Friedrichshafen, Deutschland (9.–23. November 1932), Generalüberholung im Dornier Werk
- Ankunft List auf Sylt, Deutschland (23. November 1932)

## Ehrungen

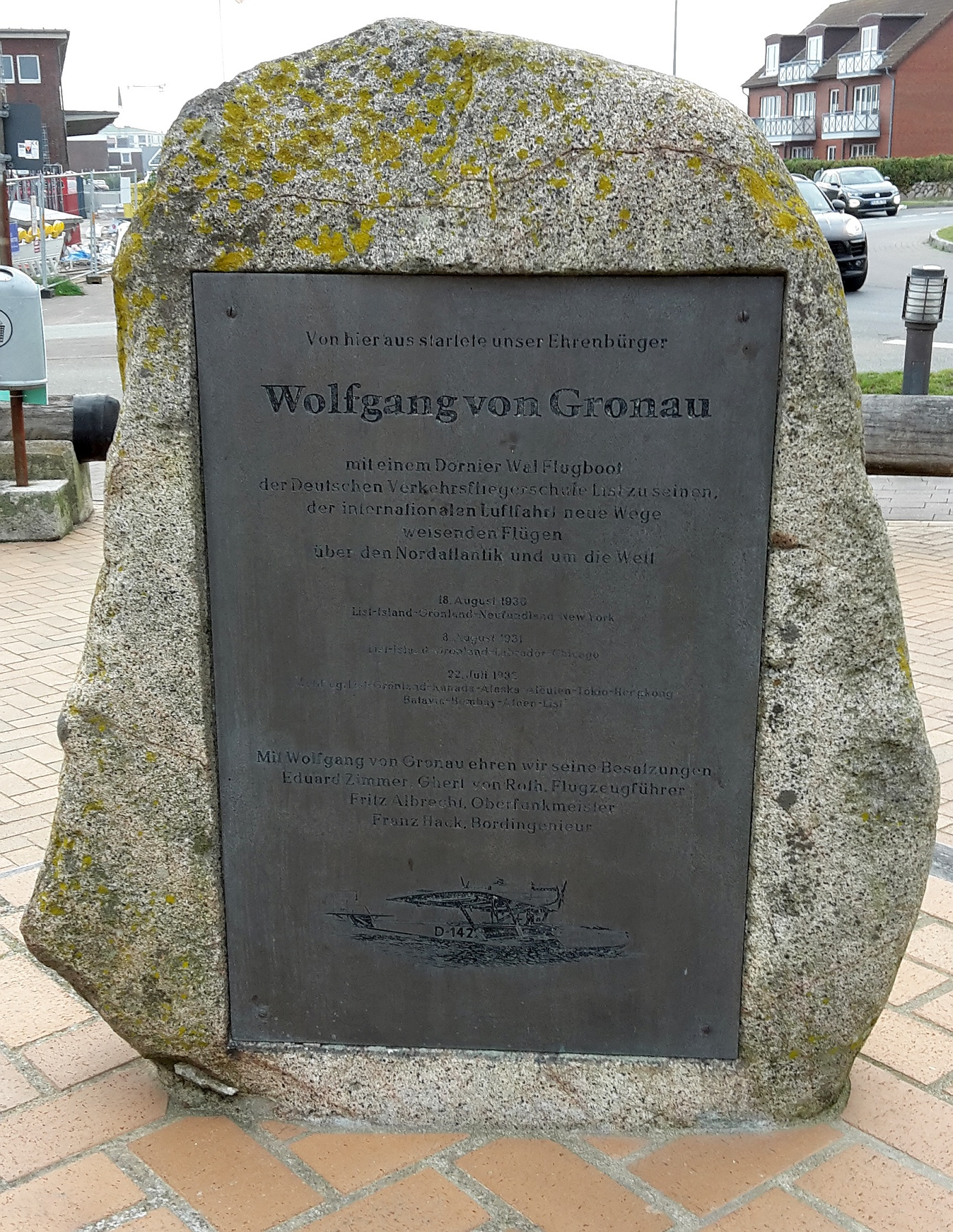
Ehrenbürger Gedenktafel am Lister Hafen

- Die Gronau Nunatakker (69° 27′ N, 30° 15′ W) und der Gronau Gletscher (69° 29′ N, 30° 54′ W)[6] im nördlichen Kong Christian IX Land auf Grönland wurden Wolfgang von Gronau zu Ehren benannt.
- An seinen erfolgreichen Rekordflug erinnert am Start und Zielort List auf Sylt ein Gedenkstein.
- In den Städten Augsburg, Wiesbaden (Erbenheim), Wuppertal (Unterbarmen) und Schönefeld sind jeweils eine Straße nach ihm benannt.
- Harmon Trophy (USA 1932)
- Ehrenbürger der Gemeinde List auf Sylt (von Gronau und seine Frau sind auf dem Lister Friedhof beigesetzt)
- Außerdem Verleihung diverser Auszeichnungen, z. B. des Automobilclubs von Deutschland (September 1930)

## Publikationen
- Im Grönland-Wal. Dreimal über den Atlantik und einmal um die Welt. R. Hobbing, Berlin 1933.
- gemeinsam mit Arnold Frisch herausgegeben: Im Flugboot nach Amerika – Erlebnisse des Ozeanfliegers Wolfgang von Gronau. 1936.
- Wie ich fliegen lernte. 1941.
- Pionierflüge mit dem Dornier-Wal. Luftfahrt-Verlag Walter Zuerl, Steinebach-Wörthsee.